# 다대포 전투
다대포 전투(多大浦戰鬪)는 1592년 임진왜란 당시 초반에 벌어진 전투로 병력, 식량, 무기 등 모든 것이 부족했던 조선군이 완패하고 다대포성은 함락되었다.

## 배경
당시 조선과 명나라 정벌을 계획하고 있던 일본의 태합 도요토미 히데요시는 조선 정벌을 명령한다. 1592년 음력 4월 13일 대장 고니시 유키나가와 그의 사위 소 요시토시가 포함된 제1군이 병력 1만 8,700명과 병선 700여 척을 이끌고 동래부 영도에 상륙한다. 고니시 유키나가는 병력을 둘로 나눠 부산포진을 공격하는 동시에 다대포 방향으로도 진군하였다.

## 다대포
다대포는 현재의 부산광역시 사하구 다대동에 위치하고 있으며, 부산 시내에서 서남쪽으로 8km 떨어진 낙동강 하구와 바닷물이 만나는 곳에 있다.
1417년 태종 17년 8월 20일에 수군도절제사 정문의 건의로 만호를 파견하였다.
1490년 성종 21년 11월 다대포에 성을 쌓았는데, 높이가 13척(3m 90cm), 둘레가 1,806척(5.4km)이었다. 1593년 선조 26년에는 이곳의 성이 증축되었다.

## 전투
1592년 4월 14일에 일본군이 수군진이 있던 부산포를 함락시켰으며, 상급 지휘관인 경상좌수사 박홍은 바로 성을 버리고 달아났다. 같은날 부산진에서 다대포진으로 향하는 길목에 있는 서평진(西平鎭)이 먼저 일본군에게 손쉽게 점령되었고, 그 직후에 다대진 군사들이 다대진성을 포위한 일본군을 격퇴하는 소규모 승리를 거두었다. 이튿날인 4월 15에 다대포에 왜군들이 다시 벌떼같이 몰려오는 것을 확인한 다대포 첨사 윤흥신(尹興信)이 전력을 다해 맞서 싸웠으나, 중과부적으로 패하고 결국 다대포는 부산진처럼 함락되고 말았다. 첨사 윤흥신은 다대포진 객사 동쪽에 있던 연못에 동생과 함께 순절하였다.
선수 26권, 25년(1592 임진 / 명 만력(萬曆) 20년) 4월 14일(계묘) 2번째기사.
경상 좌수사 박홍(朴泓)은 바로 성을 버리고 달아났다. 경주(慶州)의 왜적이 군대를 나누어 서생포(西生浦)와 다대포(多大浦)를 함락시켰는데, 다대포 첨사 윤흥신이 대항하여 싸우다가 죽으니 바닷가의 군현(郡縣)과 진보(鎭堡)들은 모두 소문을 듣고 도망하여 흩어졌다.
【태백산사고본】 6책 26권 2장 B면
【영인본】 25책 611면
【분류】 *외교-왜(倭) / *군사-전쟁(戰爭)

## 결과
다대진과 부산진이 함락된 이후 고니시 유키나가가 이끄는 일본군은 동래성을 향해 진격했다.

## 같이 보기
- 임진왜란
- 임진왜란 전투 목록